# جغرافيا بشرية
الجغرافيا البشرية أو جغرافيا الإنسان فرع من الجغرافيا يدرس النماذج والعمليات التي تصوغ تعامل البشر مع البيئة مع تركيز على أسباب ونتائج التوزع المكاني للنشاطات البشرية على سطح الأرض

## مجالات اهتمامها
تهتم الجغرافيا الطبيعية بدراسة مظاهر البيئة المحيطة بالإنسان من تضاريس، ومناخ، وغطاء نباتي، وكذلك المسطحات المائية البحرية والمحيطية. أمّا الجغرافيا البشرية فتتناول دراسة توزيع المجتمعات البشرية، ومدى التأثير المتبادل بينها وبين بيئاتها الطبيعية، والصور الاجتماعية الناجمة عن تفاعل الإنسان مع بيئته المحلية مثل توزيع السكان وأنماط العمران حضرياً كان أم ريفياً، كما تشمل دراسة النشاط البشري ومؤثراته والتركيب السياسي بوصفة ظاهرة جغرافية تمثل رُقعاً من سطح الأرض لها حدودها الاصطناعية، وإمكانياتها الاقتصادية والبشرية وما يترتب على ذلك من مشكلات يوجهها ويؤثر فيها، بالضرورة، الظروف الجغرافية السائدة على المستويين الإقليمي والعالمي.
لجغرافيا البشرية تتحدد بدراستها لملامح التفاعل، وأوجه التباين والتشابه بين الأقاليم المختلفة في البيئات بعناصرها الطبيعية وموارد الثروة المعدنية بوصفها أساس وقاعدة لفهم العناصر الحضارية Cultural or Man - Made، المترتبة عليه والمترابطة معه داخل إطار بيئي محدد. وهي بذلك تؤكد مبدأ الارتباط Correlation، الذي يثمر في فهم العلاقات التأثيرية والتأثرية Cause - Effect Relationships، بين الإنسان وبيئته. ويصبح تعريف الجغرافيا البشرية بذلك أنها العلم، الذي يهتم بوصف وتحليل الأنماط المكانية للظاهرات الثابتة والمتغيرة ذات الأصل البشري على سطح الأرض. وتنقسم الجغرافيا البشرية إلى ثلاثة فروع رئيسية.

### الجغرافيا الاجتماعية
تتصل الجغرافيا الاجتماعية اتصالاً وثيقاً بعلم الاجتماع، كما يُفهم من اسمها، وكل فرع من فروعها يرتبط هو الآخر ارتباطاً وثيقاً ببعض العلوم الأخرى، فجغرافيا السكان ذات صلة وثيقة بعلم السكان أو الديموجرافيا. وجغرافية العمران الحضري والريفي ذات صلة وثيقة بعلم تخطيط المدن والريف Town and Country Planning، وتعتمد جغرافيا الخدمات على كل العلوم السابقة في توزيع وتصنيف المراكز الخدمية، وفيما يلي دراسة تفصيلية لفروع الجغرافيا الاجتماعية.

#### جغرافية السكان

الكثافة السكانية في 2007

جغرافيا السكان فرع من فروع الجغرافيا البشرية، التي تدرس العلاقات المتعددة القائمة بين الإنسان وبيئته، والسكان هم المحور الرئيسي، الذي تدور حوله، ومن خلاله، كثير من العلوم في شتى المجالات سواء كانت علوماً إنسانية أو تطبيقية.
ويتضح مما سبق أن الدراسات الجغرافية للسكان تتناول ثلاثة جوانب رئيسية، هي: نمو السكان، وتوزيعهم على سطح الأرض، وتركيبهم (العمري، والنوعي، والاقتصادي، والديني، والتعليمي)، والأساس في هذه الدراسة هو العلاقات المكانية التي تميز جغرافية السكان عن الديموغرافيا، ذلك العلم الذي يتناول السكان رقمياً بوصفه موضوعاً مستقلاً عن البيئة.

##### توزيع السكان
يختلف توزيع السكان من إقليم إلى آخر على سطح الأرض، فيلاحظ أن هناك أقاليم تتركز فيها أعداد كبيرة من السكان، بينما يقل هذا التركز في أقاليم أخرى، ويكاد ينعدم في أقاليم ثالثة، ويعني هذا أن سكان العالم موزعون توزيعاً غير عادل على سطح الأرض، ويرجع ذلك إلى عدة عوامل، أهمها العوامل الطبيعية (كالمناخ ومظاهر السطح)، التي تؤثر في العمليات الإنتاجية والموارد الطبيعية، التي يمكن أن يستغلها الإنسان، وتعمل على تجمعه بأعداد متباينة، إلى جانب العوامل البشرية، التي تشمل المواليد، والوفيات، والهجرة، مما يؤدي إلى تباين معدلات النمو السكاني في الجهات المختلفة.
ويختلف التوزيع السكاني حسب دوائر العرض اختلافاً جوهرياً وذلك لأن أقل من 10 % أقل من سكان العالم يعيشون في نصف الكرة الجنوبي، ومثل هذه النسبة يعيش بين خط الاستواء ودائرة العرض 20 شمالاً، وما يقرب من 50 % بين دائرتي عرض 20 شمالاً، 40 شمالاً، كذلك يعيش 30 % بين دائرتي عرض 40 شمالاً، و60 شمالاً، وأقل من نصف في المائة شمال دائرة العرض 60 شمالاً. أي أن حوالي أربعة أخماس السكان يعيشون بين دائرتي عرض 20 شمالاً، ييغقق60تليثقييب شمالاً، على الرغم من أن هذا النطاق يشمل معظم صحاري نصف الكرة الشمالي، ويضم سلاسل gdgyy(uè-(yyt-('eeeeجبلية وهضاباً مرتفعة كالهيملايا والتبت، إلاّ أنه يشمل منطقتي التركز السكاني الرئيسيتين في العالم، الأولى في جنوب شرق آسيا حيث يعيش نصف سكان العالم في حوالي 5 % من مساحة الأرض، والثانية في أوروبا ويعيش بها خمس سكان العالم ينتشرون على مساحة تقدر بنحو 5 % من مساحة اليابس. وقد أدى اختلاف التوزيع السكاني إلى اختلاف في كثافة السكان، ومن ثم يمكن تحديد أكثر جهات العالم ازدحاماً بالسكان وأعلاها كثافة بأربع مناطق رئيسية وهي:
1. الجزء الجنوبي من قارة آسيا، الذي يضم الهند، وباكستان، وبنجلاديش، وسريلانكا، وبورما، وتايلاند، وكمبوتشيا، وماليزيا، وإندونسيا، ويكون سكانه نحو 26.2% من إجمالي سكان العالم.
2. الجزء الشرقي من قارة آسيا والذي يشمل الصين الشعبية، واليابان، وكوريا، وتايوان، والفلبين، وفيتنام، وهونغ كونغ، وسنغافورة، ومنغوليا، ويكون سكانه نحو 27.8% من إجمالي سكان العالم.
3. قارة أوروبا وخاصة الجزء الغربي منها، ويمثل سكان هذا الجزء نحو 10% من إجمالي سكان العالم.
4. الأجزاء الشرقية من قارة أمريكا الشمالية، ويسهم سكانها بنحو 5% من إجمالي سكان العالم.

##### النمو السكاني
يعد حساب معدل النمو السكاني لمنطقة ما أمراً ضرورياً في علم السكان، وترجع هذه الأهمية إلى أن الدقة في حساب معدل النمو السكاني تسهم مباشرة في دقة التقديرات السكانية.
وتساهم دراسة النمو السكاني في تحديد عدد السنوات، التي تستغرقها منطقة ما في الوصول إلى حجم معلوم، إذا استمر معدل النمو على ما هو عليه، فإذا كان معدل النمو السكاني في دولة ما 2% سنوياً، مثلاً، فإن عدد السكان في هذه الدولة سوف يتضاعف بعد 35 سنة فقط، ذلك لأن السكان يتزايدون وفق مبدأ الفائدة المركبة لا الفائدة البسيطة.
عدد السنوات التقريبي الذي يتطلبه مجتمع سكاني ما كي يتضاعف عدده، وفقاً لمعدلات سنوية مختلفة للنمو السكاني، وذلك بافتراض ثبات هذا المعدل.

##### التركيب السكاني
ويعني الخصائص الكمية للسكان، التي يمكن التعرف عليها من بيانات التعداد، وأهم هذه الخصائص: التركيب العمري والنوعي، والتركيب الاقتصادي، والديني، واللغوي، والحالة الاجتماعية.
1- التركيب العمري والنوعي
تعد دراسة التركيب العمري والنوعي، على قدر كبير من الأهمية في دراسة السكان، ذلك لأنها توضح الملامح الديموغرافية للمجتمع ذكوراً وإناثاً أو ما يعرف بنسبة النوع، ويحدد التركيب العمري الفئة المنتجة في المجتمع، التي يقع على عاتقها عبء إعالة، باقي أفراده، كذلك يعد التركيب العمري والنوعي نتاجاً للعوامل المؤثرة في النمو السكاني من مواليد، ووفيات، وهجرة التي لا يمكن اعتبار أحدها مستقلاً كلياً عن الآخر بل يؤدي أي تغير في أحد هذه العوامل إلى التأثير في العاملين الآخرين.
2- التركيب الاقتصادي
يمكن من خلال دراسة التركيب الاقتصادي، تحديد ملامح النشاط الاقتصادي وأهمية عناصره وارتباطها بظروف البيئة الجغرافية، ويمكن كذلك تحديد نسبة العمالة، وحجمها، وأهميتها، وخصائصها المتعددة، ومعرفة معدلات البطالة، وتوزيعها حسب العمر، والنوع، والمهنة، كما تُسهم دراسة التركيب الاقتصادي في تحديد القوى العاملة في المستقبل اعتمادا على اتجاه معدلات التغير في نمو السكان وخصائصهم الاجتماعية وإسهام الإناث في القوى العاملة.
3- التركيب حسب الحالة المدنية (الزواجية)
تعنى الحالة المدنية (الزوجية)، التوزيع النسبي للسكان الذين لم يسبق لهم الزواج والسكان المتزوجين والسكان المترملين والسكان المطلقين. ويؤثر التركيب العمري ونسبة النوع تأثيراً مباشراً على نسب السكان، الذين تضمهم هذه الفئات الأربع، كما تسهم الأحوال الاجتماعية والاقتصادية في تحديدها واتجاهها. ولذلك فإن الحالة المدنية للسكان ليست ثابتة، بل دائمة التغير، وهي تعكس في ذلك ظروف المجتمع السائدة اقتصادياً واجتماعياً.
4- التركيب حسب الحالة التعليمية
تشمل التعدادات السكانية توزيع السكان الذين بلغوا سن العاشرة أو الخامسة عشرة فأكثر، حسب الإلمام بالقراءة والكتابة، وغالباً ما تكون هذه البيانات موزعة حسب العمر والنوع. ولهذه البيانات أهمية خاصة في أنها تُعد مؤشراً لمستوى المعيشة، ومقياساً للحكم على التطور الثقافي والاجتماعي، كما أنها تُعد ذات أهمية خاصة في التنبؤ بالاتجاهات التعليمية المستقبلة وفقاً للخطط الموضوعة. وفي الدول، التي تتزايد فيها نسبة الأمية، تكون بيانات التركيب السكاني حسب الحالة التعليمية، ذات فائدة مباشرة في التخطيط لمحو الأمية في مناطق الدولة المختلفة.
5- التركيب اللغوي
من المعروف أن اللغة أساس قيام الحضارة فهي تُعد مصدراً للشعور الوطني المشترك، والوحدة الثقافية تكون أقوى بكثير من الجنس والسلالة في المشاعر القومية، ولا شك أن وجود مجموعات تتكلم لغات مختلفة داخل البلد الواحد يُحدث كثيراً من المشكلات السياسية ويقود إلى مشكلات اجتماعية واقتصادية قد تُحدث الانقسام في حياة الشعب.
ويُعد التركيب اللغوي، مهماً في الدول التي تتعدد فيها اللغات، فهناك أقطار كثيرة في العالم فيها لغات متعددة لمجموعات سكانية متفاوتة في أهميتها العددية كما هو الحال في الهند، وباكستان، وأندونيسا، ونيجيريا. ويذكر الكتاب السنوي الديموغرافي لعام 1956، ثلاثة أنماط من البيانات عن اللغات التي تشملها معظم التعددات وهي:
- أ- اللغة الأصلية وهي اللغة التي يتحدث بها الشخص في موطنه (في طفولته المبكرة).
- ب- اللغة التي يجري الحديث بها في الوقت الراهن (أو يتحدث بها عادة في الموطن).
- ج- المعرفة بلغة أو لغات معينة

ويُستخدم النوع الأول في المقارنة بين المجموعات السكانية حسب لغاتها المختلفة. أمّا النوعان الأخيران فتكتنفهما صعاب في مثل هذه المقارنة، إلاّ أن قيمتهما تبدو في الدراسات الخاصة بتكيف المهاجرين مع المجتمعات الجديدة ذات اللغات المختلفة الأصلية.
ويندر أن تتمشى الحدود السياسية تماماً مع الحد اللغوي للدولة، لكنها ساعدت على وجود تجانس لغوي في معظم الأحوال وأصبحت لغات الدول العظمى، التي أثرت في خريطة العالم السياسية لغات عالمية مثل الإنجليزية، والفرنسية، والأسبانية.
6- التركيب الديني
تتباين أقاليم العالم في توزيع الأديان بها، ولكن هناك أربعة أديان كبرى تدين بها الغالبية العظمى من سكان العالم، وهي الإسلام، والمسيحية، والهندوسية، والبوذية. وهي تنتشر في مساحات كبيرة من اليابس، ومع ذلك فهي لا تكون تجمعات بشرية متجانسة، ولا تخلو من وجود شقاق بينها.
وينعكس تباين التركيب الديني، على بعض المشكلات في العالم، فقد أدى ذلك التباين إلى تقسيم شبه القارة الهندية، وإلى خلق مشكلات أخرى، مثل مشكلة إيرلندا، وقبرص، والقليل من دول العالم تتميز بالتجانس الديني الكامل مثل المملكة العربية السعودية والدول الاسكندينافية، التي تعد من أكثر الدول البروتستانية تجانساً، ودول أمريكا الجنوبية التي تعد أكثر الدول الكاثوليكية تجانساً.
وعلى الرغم من أن السكان يختلفون حسب عقائدهم الدينية، فإن التركيب الديني قد لا تشمله بعض التعدادات السكانية، لصعوبة الحصول على بياناته بدقة إذا قورنت بالخصائص السكانية الأخرى. كما أنه من الصعب جداً قياس المعتقدات الدينية والسلوك قياساً إحصائياً عن طريق جمع بيانات عنها، لذا فإن هناك دولاً كثيرة لا يتضمن تعدادها مثل هذه البيانات كما هو الحال في بريطانيا.

### أهم فروع الجغرافيا البشرية هي
1. جغرافية الأجناس (جغرافية السلالات البشرية).
2. جغرافية السكان.
3. جغرافية المدن.
4. الجغرافيا السياسية.
5. الجغرافيا الإقليمية.
6. الجغرافيا الاقتصادية والتني تضم العديد من فروع الجغرافيا مثل: جغرافية الزراعة وجغرافية الصناعة وجغرافية الإنتاج المعدني وجغرافية النقل وجغرافية التسويق وجغرافية استخدام الأرض وجغرافية الطاقة وجغرافية الموارد الاقتصادية وجغرافية السياحة وجغرافية الاستهلاك وجغرافية الخدمات وجغرافية التجارة الدولية

## مناهج البحث في الجغرافيا البشرية
من أبرز مناهج البحث أو السياقات في الجغرافيا البشرية:

### المنهج البيئي
يركز هذا المنهج على دراسة العلاقات التبادلية والتفاعلية بين الإنسان وبيئته الطبيعية، إلا أن تفسير تلك العلاقة يتباين حسب إحدى وجهتي نظر أو مدرستين جغرافيتين:

#### المدرسة الحتمية
وهي التي ترى خضوع الإنسان الكامل لظروف البيئة الطبيعية، ومن ثم تتضمن الدراسة إبراز تلك الظروف الطبيعية، ومتابعة أثر المناخ في توزيع السكان مثلاً وهجراتهم، وفي توجيه العلاقات بين الدول سياسياً واقتصادياً، وفي تمييز أقاليم الوفرة من أقاليم الشدة.

#### المدرسة الإمكانية
التي ترى أن الإنسان لديه إمكانات لاختيار ما يناسبه، وهو يؤثر في البيئة مثلما يتأثر بها. ومن ثم تتركز الدراسة على الظروف البشرية وأشكال التكيف البشري مع البيئة الطبيعية، وعوامل ومراحل التقدم التقني، وأنماط العمران البشري من سكان وسكن وتنظيم إداري وسياسي للحياة وتحسين جودتها.

### منهج التحليل البنيوي
هذا المنهج وليد للثورة الكميّة التي ظهرت في الفكر الجغرافي منذ ستينيات القرن العشرين، وانصب اهتمامها على تحليل مواقع وأماكن الظواهر، حتى أن المنهج أُطلق عليه في بعض الأحيان اسم مدرسة المواقع. بيد أن التركيز على المواقع لم يهمل العوامل المؤثرة على الظواهر، وكل ما في الأمر أن تحليل المكان والموقع يأتي أولاً ثم يتلوه دراسة العوامل المؤثرة.

### المنهج السلوكي
ظهر هذا المنهج أيضاً خلال ستينيات القرن العشرين، وترتكز فكرة المنهج السلوكي على ما تحقق بالدراسات النفسية التي اهتمت بموضوع إدراك الأشياء. وقد تحمس بعض الجغرافيين لهذا التوجه السلوكي، ورأوا أن الجغرافيا البشرية برمتها ينبغي أن تقوم على فهم السلوك البشري وارتباطاته المكانية، وذلك انطلاقاً من مبدأين رئيسيين، أولهما: أن السلوك البشري هو العامل الأساسي في تركيب المجتمعات وتنظيم السكان. والثاني يحدد تتابع في خطوات وطبيعة السلوك البشري في التعامل مع البيئة من اجل تنظيم المكان.

### منهج الرخاء
ظهر هذا المنهج عام 1977 على يد الجغرافي ديفيد سميث. وينطلق هذا المنهج من أن النقطة المحورية في الجغرافيا البشرية ينبغي ان تكون «جودة الحياة البشرية». ولتحديد جودة الحياة لا بد من تحديد مفاهيم للقيم الاقتصادية.